# Montrose Avenue (Canarsie Line)
Montrose Avenue is een station van de Metro van New York aan de Canarsie Line.